# Dorothee Kern
Dorothee Kern, sinh năm 1966, là giáo sư hóa sinh tại Đại học Brandeis, trước đây, cô là thành viên của đội bóng rổ quốc gia Đông Đức. Cô có xuất bản bài luận về, và tiếp tục nghiên cứu về sự gấp của protein, đặc biệt là cách sử dụng kỹ thuật MRI.

## Bên Ngoài Đường Dẫn
- trang web của nhóm
  Lưu trữ ngày 22 tháng 1 năm 2018 tại Wayback Machine